# Јован Вукомановић
Јован Вукомановић (Срезојевци, 1784–1815, Пожаревац) био је брат кнегиње Љубице Обреновић, и водећи учесник у првом и Другом српском устанку.
За време Првог српског устанка (1804–1813), град Пожаревац је био у саставу Карађорђеве Србије. На крају устанка 1813. године, град је накратко поново дошао под директну османску контролу. Ту је кнез Милош Обреновић подигао устанак против Османског царства. Године 1815. Пожаревац је нападнут од стране Турака. На самом почетку битке смртно је рањен командант Вукомановић, девер кнеза Милоша, који је предводио Србе у победу.   Био је то један од најзначајнијих оружаних сукоба између османске војске и српских револуционарних снага који је резултирао мировним споразумом између Османског царства на једној страни и Србије на другој страни. Након тога, град је постао део аутономне Османске кнежевине Србије. 
Србија је 1868. године успела да се у потпуности ослободи од Османлија. 